# Elin Höglund-Svanholm
Elin Göta Margareta Höglund-Svanholm född Höglund 11 april 1914 i Lillkyrka i Örebro län, död hösten 2010 i Lillkyrka, var en svensk konstnär. Hon var dotter till godsägaren K.F. Höglund och Olga Josefina Anderberg samt från 1938 gift med konstnären Knut Adolf Svanholm.  
Höglund studerade vid Tekniska skolan och vid Otte Skölds målarskola i Stockholm. Därefter fortsatte hon studierna vid Konsthögskolan 1936–1938. Hon företog studieresor till Holland 1947–1948, Paris 1949, 1950 och 1952 samt till Tyskland 1951–1952. Från 1940-talet hade hon separatutställningar i Eskilstuna, Linköping och Örebro. År 1944 ställde hon ut på konstsalongen Modern konst i hemmiljö i Stockholm. 
Höglunds produktion består av naturalistiska figurer, interiörer, stilleben, landskap, blommor och porträtt utförda i olja. Hon är representerad på Örebro läns museum, Eskilstuna konstmuseum, Östermalms läroverk i Stockholm och Solbacka läroverk i Södermanland.